# Катарина Зринска
Ана Катарина Зринска (1625 – 1673) е хърватска аристократка и поетеса от рода Франкопан. Тя се омъжва за граф Петър Зрински от рода Зрински през 1641 г. и по-късно става известна като Катарина Зринска. В Хърватия е запомнена като благодетел, писател и патриот. Починала е в неизвестност в манастира в Грац след неуспешния Зрински-Франкопанов заговор в 1671 г. и екзекуцията на съпруга ѝ Петър Зрински.
Катарина Зринска и конспирацията са забравени до 1860-те години, когато е започната кампания по реабилитация на фамилиите Зрински и Франкопан. В началото на 20 век и особено след Първата световна война, много хърватски женски асоциации носят нейното име, а тя днес се смята за една от най-великите жени в историята на Хърватия.
През 1999 г. хърватската Национална банка издава сребърни юбилейни монети с образа на Катарина Зринска заедно с тези на детската писателка Ивана Бърлич-Мажуранич и художничката Слава Рашкай.
- Катарина Зринска
- Раздялата на Катарина и Петър